# Chiesa di Nostra Signora Assunta (Ovada)

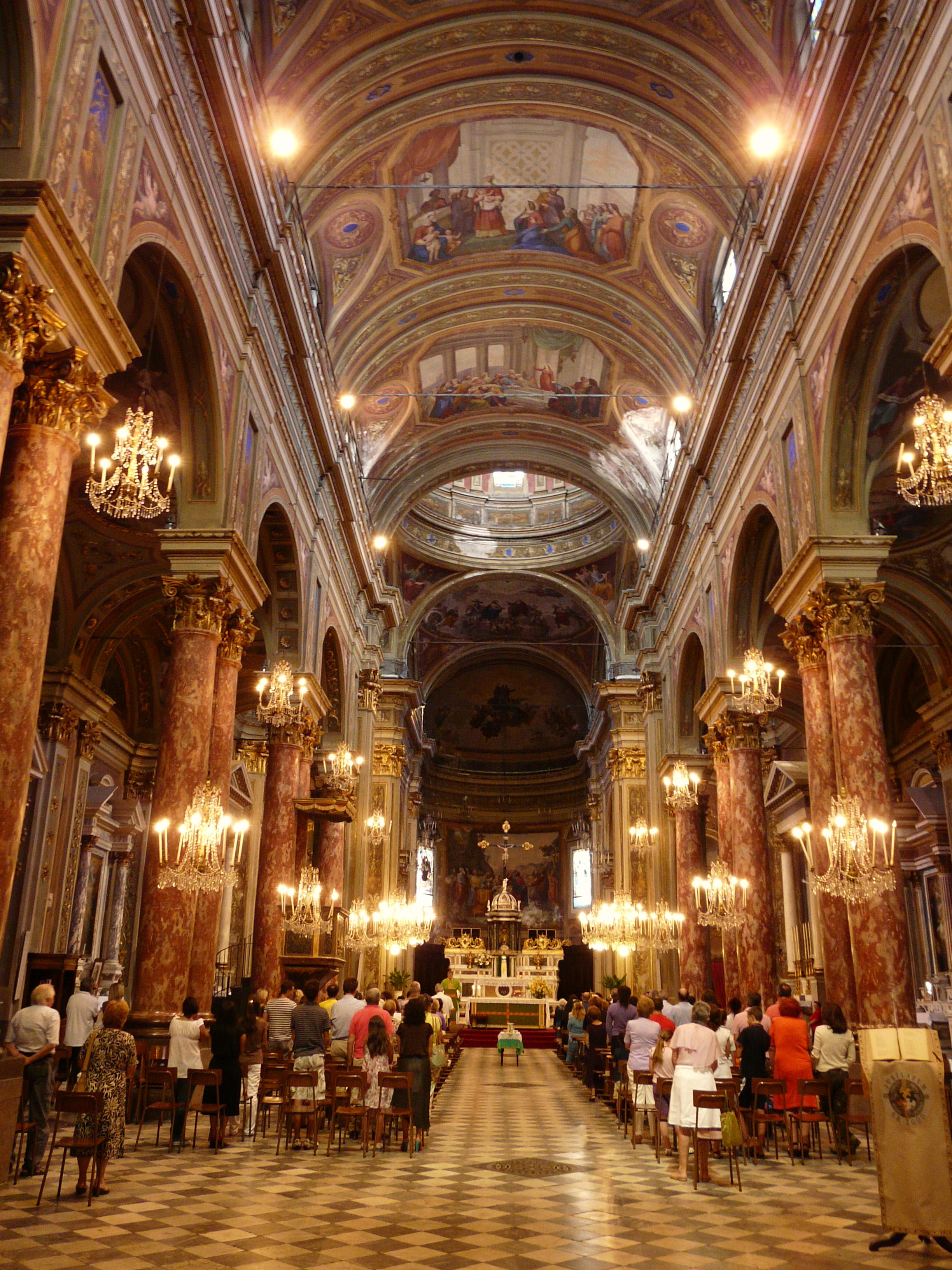
L'interno

La chiesa di Nostra Signora Assunta il principale luogo di culto cattolico di Ovada, in Piemonte.
Si affaccia su piazza Assunta, uno dei punti focali del mercato bisettimanale, di fronte a palazzo Borgatta, dal singolare angolo curvo: è stato infatti costruito sul torrione di Porta Genovese.

## Storia
Alla fine del XVIII secolo, la vecchia chiesa parrocchiale di Ovada, dedicata all'apostolo e martire san Bartolomeo, divenne insufficiente per la popolazione della città, in continua crescita. Nel 1770, quindi, si decise di costruire una nuova chiesa, più grande.
La progettazione della nuova chiesa venne affidata all'architetto comasco Gio Antonio Delfrate, che per essa si ispirò alla barocca basilica di Santa Maria delle Vigne di Genova; la costruzione ebbe inizio nel 1772 e terminò nove anni più tardi, nel 1781; tuttavia, la nuova chiesa venne consacrata soltanto nel 1801 e dedicata non più a san Bartolomeo, ma a Nostra Signora Assunta.
Nel 1808, venne costruito, alla destra della facciata, secondo il progetto originario, un campanile; nel 1853 venne costruito quello di sinistra, gemello del primo e anch'esso presente del progetto originario di Gio Antonio Delfrate.

## Descrizione

### Architettura
La chiesa di Nostra Signora Assunta è in un sobrio stile barocco ed è a salienti. Essa è suddivisa in due fasce sovrapposte da un alto cornicione: in quella inferiore si trovano i tre portali, dei quali il centrale è più alto e più largo, intervallati da coppie di lesene; lo schema delle lesene continua anche nell'ordine superiore, che però al centro presenta una finestra rettangolare chiusa da una vetrata policroma raffigurante l'Assunta; la facciata termina in alto con un frontone triangolare. Ai lati della facciata vi sono i due campanili gemelli ottocenteschi, che raggiungono un'altezza di 47 metri. Il campanile destro ospita un concerto di 5 campane in re♭³ fuse dalla fonderia Barigozzi. All'incrocio tra il transetto, la navata e l'abside, si eleva la cupola, con tamburo in cui si aprono finestroni rettangolari intervallati da lesene corinzie e lanterna.
L'interno della chiesa è a croce latina, con tre navate con cappelle laterali, transetto e profonda abside, per una lunghezza totale di 60 metri ed una larghezza di 20 metri. La navata centrale è coperta con volta a botte lunettata, che dista da terra 20 metri e che è interamente affrescata con Scene della vita di Maria, opera di Pietro Ivaldi, autore di tutti gli affreschi sulle volte della chiesa; la navata maggiore è divisa dalle due laterali, che invece sono coperte con volta a vela decorata con stucchi dorati e affreschi, tramite serliane poggianti su colonne corinzie in stucco dipinte a finto marmo e con i capitelli dorati. Nelle cappelle laterali, sono raccolte varie opere: nella prima cappella sinistra si trova la Madonna di Lourdes, dipinta nel 1900 da Rodolfo Gambini; nella terza cappella di sinistra vi è il quadro del 1817 di Tommaso Cereseto Santi con la Madonna della Misericordia patrona della Pia Società; nella quarta campata della navata di sinistra vi è la pala Miracolo di sant'Isidoro, dipinta nel 1818 da Giovanni Passano; nella prima cappella di destra, già battistero, vi è, sull'altare, il moderno quadro Sacro cuore di Gesù di Franco Resecco e, ai lati, le statue lignee degli Angeli recanti simboli della passione, di Emanuele Giacobbe (XIX secolo); nella seconda cappella di destra si trova il quadro del 1858 di Ignazio Tosi San Paolo della Croce; nella terza cappella di destra vi è Sant'Omobono del Piratone e, nella quarta campata della navata di destra, il Transito di san Giuseppe di Rosa Bacigalupi e, nel transetto, la statua settecentesca della Vergine Assunta di Carlo Cacciatori. Nell'abside, si trova il neoclassico altare maggiore in marmi policromi, realizzato su disegno di Alessandro Antonelli.

### Organi a canne
Nella chiesa si trovano due organi a canne. Sulla cantoria in controfacciata, racchiuso entro una cassa lignea riccamente decorata con sculture e dorature, si trova l'organo maggiore, costruito nel 1896 da Carlo Vegezzi-Bossi secondo i dettami della riforma ceciliana. Lo strumento, a trasmissione pneumatico-tubolare, ha 33 registri su due manuali e pedale.
A pavimento nell'abside, alle spalle dell'altare, si trova un secondo strumento, costruito nel 1897 dall'organaro William George Trice per accompagnare i canti durante le liturgie. L'organo è a trasmissione meccanica e dispone di 5 registri su unico manuale e pedale.